# Schimmelius ochraceus
Schimmelius ochraceus is een keversoort uit de familie kniptorren (Elateridae). De wetenschappelijke naam van de soort werd voor het eerst geldig gepubliceerd in 1994 door Giuseppe Platia.